# Montignac, Gironde
Montignac (occitanska: Montinhac) är en kommun i departementet Gironde i regionen Nouvelle-Aquitaine i sydvästra Frankrike. Kommunen ligger i kantonen Targon som tillhör arrondissementet Langon. År 2022 hade Montignac 134 invånare.

## Befolkningsutveckling
Antalet invånare i kommunen Montignac
Referens:INSEE